# Pfarrkirche Stockerau

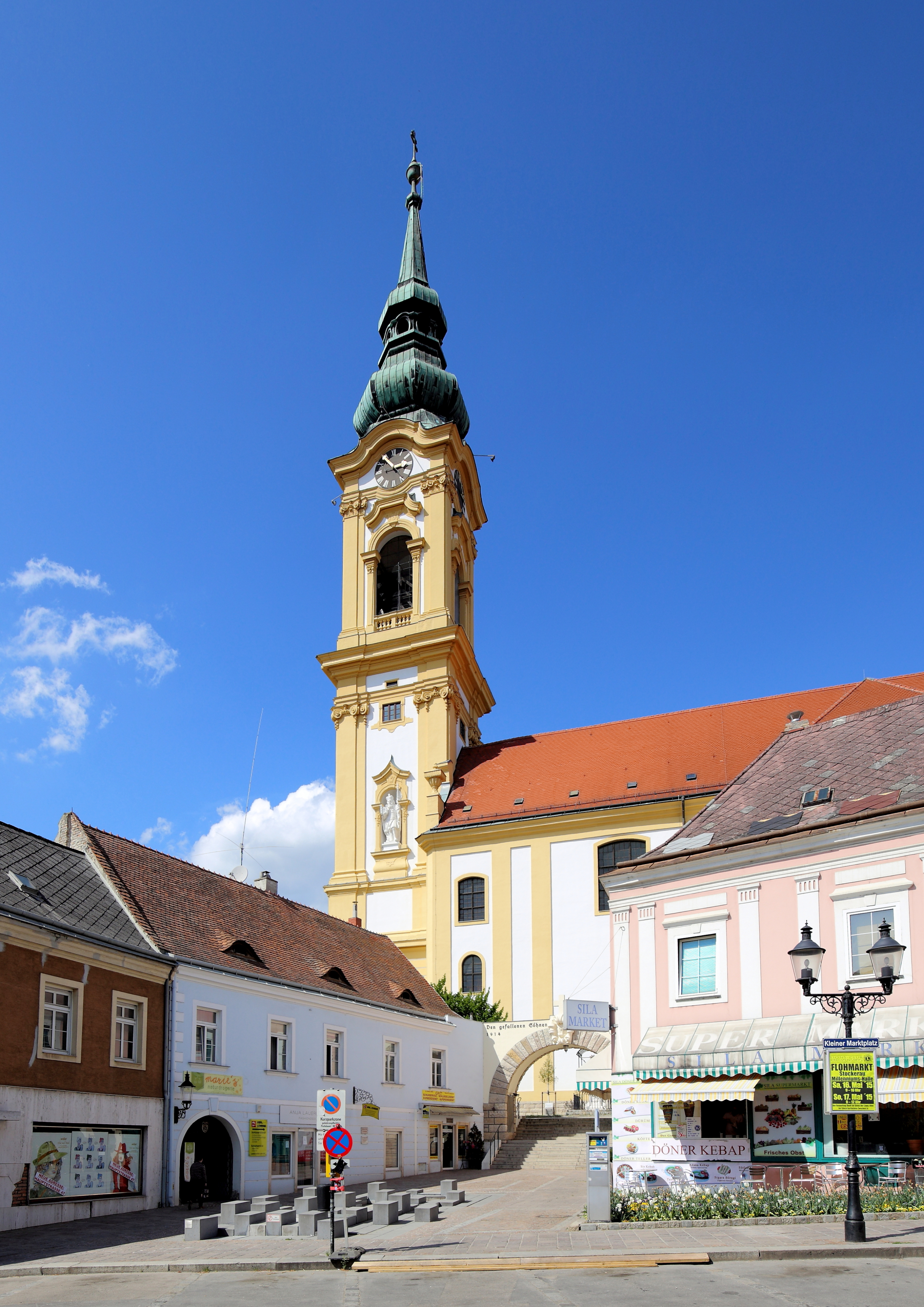
Stadtpfarrkirche hl. Stephan

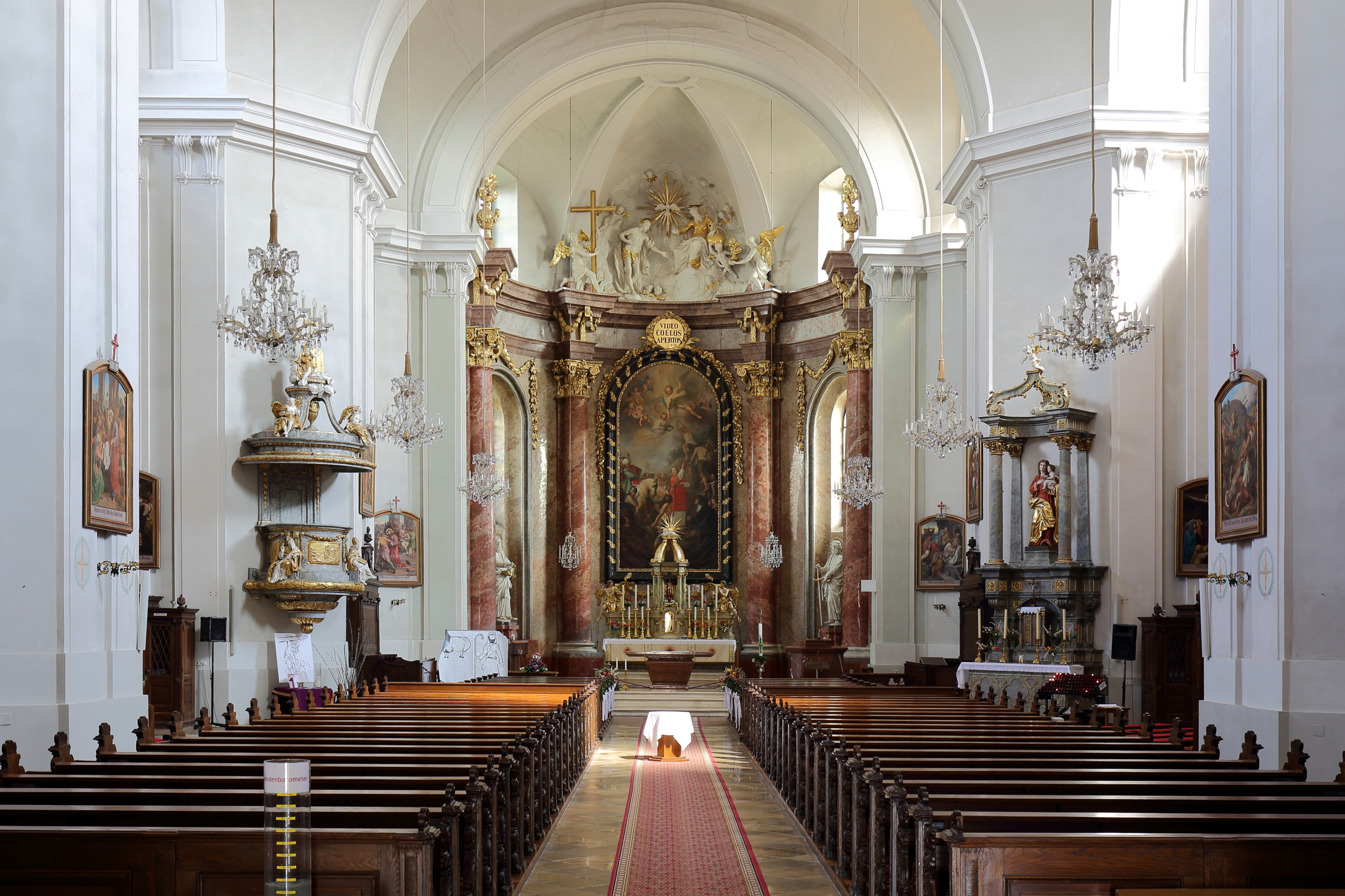
Innenansicht der Pfarrkirche

Die römisch-katholische Pfarrkirche Stockerau steht an der Adresse Kirchenplatz 3 in der Gemeinde Stockerau im Bezirk Korneuburg in Niederösterreich. Sie ist dem heiligen Stephanus geweiht und gehört zum Dekanat Stockerau im Vikariat Unter dem Manhartsberg in der Erzdiözese Wien. Das Gebäude steht unter Denkmalschutz (Listeneintrag).

## Geschichte
Im Jahr 1012 wurde der Hl. Koloman im heutigen Stockerau gehenkt. Sein Leichnam wurde am Ort der heutigen Stadtpfarrkirche bestattet. Schon bald nach seinem Tod wurden er und sein Grab verehrt. Nach seiner Exhumierung wurde er 1014 nach Melk überstellt und dort beerdigt.
Die Pfarre Stockerau wurde wahrscheinlich im Jahr 1064 im Zusammenhang mit der Königsschenkung durch Heinrich II. gegründet. Bischof Berenger begann mit der Pfarrorganisation auf babenbergischem Gebiet und gründete dabei fünf Mutterpfarren, darunter Stockerau. Im Jahr 1215 bestätigte Papst Innozenz III. die Verleihung der Pfarre Stockerau an das Stift Klosterneuburg durch die passauischen Bischöfe, die Kirche ging jedoch im Jahr 1293 an den Passauer Bischof zurück. Während der Hussitenkriege flüchteten die Stockerauer 1426 hinter die Schutzmauern der Kirche, wurden aber großteils getötet.
Seit 7. August 1784 untersteht die Pfarre Stockerau nicht mehr den Passauer Erzbischöfen, sondern der Erzdiözese Wien. Mit 11.000 Katholiken ist sie eine der größten Pfarren der Erzdiözese Wien.

## Architektur
Die erste, romanische Kirche wurde von 1438 bis 1465 umgebaut oder neu errichtet (an den Pfeilern der Orgelempore ist Steinmauerwerk dieser Kirche erhalten).
Die heutige Kirche wurde nach Abriss des gotischen Langhauses in den Jahren 1777 bis 1778 im frühklassizistischen Baustil durch den Wiener Baumeister Peter Mollner errichtet. Der Kirchturm wurde schon einige Jahre früher, 1722 bis 1725, unter Maurermeister Franz Jänggl an die alte Kirche angebaut. Er ist mit 88 Metern der höchste Kirchturm Niederösterreichs und gehört zu den fünfzehn höchsten Kirchtürmen Österreichs.
Der Kirchturm wurde in den Jahren 1984 sowie auf Grund von Feuchtigkeit erneut in den Jahren 2009–2010 renoviert.

## Ausstattung
Der imposante, die gesamte Apsis einnehmender Hochaltar wurde nach einem Entwurf von Martin Keller von Franz Senger und Karl Müller ausgeführt. Das Hochaltarbild ist ein Werk aus dem Jahr 1777 von Johann Meidinger (1733–1806) und stellt das Martyrium des hl. Stephanus dar.

## Orgel
Die heutige Orgel wurde von Johann Kau(f)fmann in Wien gebaut.

## Glocken
Die Kirche verfügt über sechs Glocken, die fast alle noch mit Klöppelfängern geläutet werden(Ausnahme Glocke 6). Das Vollgeläut bilden die Glocken 1–5.
| Nr. | Name               | Schlagton | Gewicht in Kg | Durchmesser in cm | Gießer                   | Gussjahr |
| --- | ------------------ | --------- | ------------- | ----------------- | ------------------------ | -------- |
| 1   | Christkönigsglocke | h°        | 2634          | 161               | Glockengießerei Pfundner | 1949     |
| 2   | Marienglocke       | dis¹      | 1244          | 127,9             | Glockengießerei Pfundner | 1949     |
| 3   | Heroldsglocke      | fis¹      | 800           | 108               | Balthasar II. Herold     | 1659     |
| 4   | Kolomaniglocke     | a¹        | 432           | 89,5              | Glockengießerei Pfundner | 1949     |
| 5   | Heldenglocke       | cis²      | 215           | 71                | Glockengießerei Pfundner | 1949     |
| 6   | Sterbeglocke       | gis²      | 75            | 49,7              | Mathias Prininger        | 1713     |